# Castell de les Milandes
El castell de les Milandes està situat a Castelnaud-la-Chapelle. Fou construït l'any 1489 per François de Caumont, senyor de Castelnaud, al departament de la Dordonya, Aquitània, sembla que per iniciativa de la seva esposa Claude de Cardaillac. En una inscripció hi recorda: lan MCCCCIIIIXX i IX furen comensades les Milandes de Castelnau. El castell, com tots els de la zona, es feu en un indret dominant la Dordonya.
És un habitatge força alt acompanyat de torres circulars i quadrades que s'allarga paral·lelament a la Dordogne, que domina dels seus jardins en terrassa. Al castell, no s'hi van oblidar de fer res del que agradava en aquella època del Renaixement. Finestres molt adornades, pinacles, llucanes molt treballades. Es construeix fins i tot una molt curiosa capella de planta quadrada i amb portada esculpida. Les escultures hi floreixen arreu, fins i tot voluminosos llagrimalls sobre els contraforts.
L'interior del castell es compon de grans i clares habitacions, completament moblades i proveïdes de xemeneies monumentals. Amb estàtues jacents i riques tombes, la capella es va fer temple quan, cap a 1535, els senyors es van fer hugonots. Però ha perdut la major part de les seves escultures, els seus frescs i les seves tombes.
A finals del segle xix, Charles Claverie reconstruirà tot el conjunt en un estil neogòtic.
Creats al segle xv, els jardins a la francesa són remodelats també al segle xix. El parc és de tipus paisatgista, plantat amb les més nobles espècies d'arbres i de coníferes centenàries.
El castell deu també el seu renom a Joséphine Baker, que en va ser propietària de 1947 a 1968. L'utilitza com a "guarderia" per a protegir nens adoptats i el redecorà completament amb estil contemporani, art déco.
Aprofitant que l'any 2006 es commemora el centenari de l'estrella del music hall, a l'interior del castell, s'hi poden trobar moltes novetats, amb mobles i objectes personals. També es proposa un espectacle de rapinyaires.